# Liste der Monuments historiques in Neuilly-Plaisance
Die Liste der Monuments historiques in Neuilly-Plaisance führt die Monuments historiques in der französischen Gemeinde Neuilly-Plaisance auf.

## Liste der Bauwerke
| Bezeichnung        | Beschreibung | Standort                        | Kennzeichnung | Schutzstatus | Datum | Bild           |
| ------------------ | ------------ | ------------------------------- | ------------- | ------------ | ----- | -------------- |
| Himmelfahrtskirche |              | 41, avenue des Fauvettes (Lage) | PA93000016    | Inscrit      | 2004  | weitere Bilder |